# باحة ربيعة
باحة ربيعة يسكونها قبائل ربيعة ورفيدة عسير وهي منطقة زراعية تتبع إدارياً لمركز طبب التابع لمدينة أبها المقر الإداري لمنطقة عسير تبعد عن أبها حوالي 30 كلم وتبعد حوالي 5 كلم عن منتزة السودة وتشتهر بزراعة الحبوب والخضروات والفواكه الصيفية يقع في اعلاها راس «عقبة الصماء» التي تربط بين سراة عسير وتهامة عسير وشكلت في السابق أحجارها درع حماية اثناء الحملات العثمانية المتكررة على منطقة عسير، وهي مركز سياحي يرتاده المصطافون من جميع أنحاء المملكة ودول الخليج للتنزه، وأمطارها غالباً صيفيه وبها العديد من الحصون الحربية والقرى الأثرية وكانت قديماً تسمى المغوث ويقطنها قبائل وهي آل عاصمي - بني غنمي - آل تيهان - آل شدادي وترجع إلى قبائل ربيعة ورفيدة وعزوتهم مساكة الحرب وهم من قبائل عسير

## التسمية
سُميت بقبائل ربيعة ورفيدة عسير
التي تسكن باحة ربيعة
وسميت بقبائل ربيعة خصوصاً
وهم:
-آل عاصمي
-بني غنمي
-آل تيهان
-آل شدادي

## معركتهم مع الادريسي
ومن القصص العظيمه
لأجدادهم
ماسطره التاريخ عندما زحف الادريسي
على عسير وعسكر في جبل تهلل
يريد الهجوم على أبها
بجيش قوامه خمسه وثلاثون الف مقاتل
ومنهم مرتزقه من الصومال
ارسلهم الإنجليز لمساندته.
فقامت قوات ربيعة ورفيدة عسير بالألتفاف عليه عن
طريق باحة ربيعة، وصلّت عند صلاة
الفجر.
لكن استغلت قوات الأدريسي قيام قوات ربيعة ورفيدة
عسير
باداء الصلاة فهجموا عليهم في الركعة
الثانية فترك رجال عسير اسلحتهم
وفتكوا بأعدائهم بالأسلحة اليدويه
وزاد القتال مع الضحى ومع انتشار
الجثث ولّى جنود الأدريسي هاربين نحو تهامة 
وكان نزولهم قد افقدهم الكثير في العقبات
والباقي استسلموا وأحتجزوا في جبل(مزيق)
وبعد هذا الأنتصار على القوات المعتديه
قام شاعر عسير مرتجزآ:
وأخبرو العجزا وكل طير حايم * وسـبــاع الــبــر والــوحــوش
بــاحـــة ربـيــعــه والـتـهــايــم * مجزارة الصومـال والجيـوش.